# George Melly
Alan George Heywood Melly (17 de agosto de 1926 – 5 de julio de 2007) fue un cantante británico de jazz y blues, además de crítico, escritor y conferenciante. Entre 1965 y 1973 fue crítico cinematográfico y televisivo de The Observer, y dio conferencias sobre el Estudio de la Historia del Arte, dedicándose especialmente al surrealismo.

## Primeros años
Nacido en Liverpool, Inglaterra, estudió en la Stowe School, centro en el que descubrió su interés por el arte moderno, el jazz y el blues. 
Entró en la Royal Navy hacia el final de Segunda Guerra Mundial. En un principio no fue destinado a un buque, como él deseaba, sino a un puesto administrativo, aunque posteriormente consiguió embarcar. Aun así, nunca vio combate activo y, en cambio, sí estuvo a punto de pasar un consejo de guerra por distribuir literatura de carácter anarquista.

## Años posbélicos y carrera
Tras la guerra, Melly encontró trabajo en una galería surrealista de Londres, trabajando con E. L. T. Mesens, y decantándose finalmente al mundo de la música jazz, campo en el que encontró ocupación en la Magnolia Jazz Band de Mick Mulligan. En esa época (a partir de 1948), el estilo de jazz de Nueva Orleans y el "Nueva Orleans Revival" eran muy populares en Gran Bretaña. En enero de 1963 la revista musical británica NME informaba que el evento más importante del jazz escenificado en el Reino Unido había tenido lugar en el Alexandra Palace. En el espectáculo actuaron Alex Welsh, Diz Disley, Acker Bilk, Chris Barber, Kenny Ball, Ken Colyer, Monty Sunshine, Bob Wallis, Bruce Turner, Mick Mulligan y Melly.
En los inicios de la década de 1960 se retiró del jazz para hacer crítica cinematográfica en el diario The Observer y escribir en el Daily Mail la tira satírica Flook, ilustrada por Wally Fawkes. También fue guionista del film satírico de 1967 Smashing Time.
A principios de la década de 1970 volvió al jazz, actuando junto al grupo de John Chilton, los Feetwarmers, en una asociación que se mantuvo hasta el año 2003. Posteriormente también cantó con la banda de Digby Fairweather. En los años setenta estrenó tres álbumes, entre ellos Nuts (1972) y Son of Nuts (1973). Además, escribió una columna — Mellymobile — en la revista Punch en la que describía sus giras. 
Melly fue Asociado Honorario de la National Secular Society y Partidario Distinguido de la British Humanist Association. George Melly también presidió la BHA entre 1972 y 1974, y fue Asociado Honorario de la Rationalist Association. También fue miembro de la Max Miller Appreciation Society, y el 1 de mayo de 2005 se unió a Roy Hudd, Norman Wisdom y otros para descubrir una escultura en honor de Miller en Brighton.
Su estilo de canto, particularmente en el blues, estuvo fuertemente influenciado por su ídolo, la cantante estadounidense Bessie Smith. Aunque muchos músicos británicos de la época trataban al jazz y al blues con una solemnidad casi religiosa, Melly se regocijaba en su aspecto más obsceno, lo cual se reflejaba en la elección de sus canciones y en sus exuberantes actuaciones. En 1978 grabó un tema titulado "Old Codger" con el grupo musical The Stranglers, que lo había escrito especialmente dedicado a él.
Melly se casó dos veces y tuvo un hijo en cada matrimonio, aunque su primera hija, Pandora, no supo quién era su padre en un principio. Se casó con su segunda esposa, Diana Moynihan, en 1963. Ella tenía dos hijos, Candy y Patrick, de dos matrimonios anteriores. Con Melly tuvo un hijo, Tom, nacidos dos días después de casarse. 

## Brecon
George y Diana Melly poseyeron entre 1971 y 1999 una propiedad en el campo que usaban como refugio, The Tower at Scethrog, en las Brecon Beacons. En este lugar Melly se escapaba del mundo del jazz y se dedicaba a la pesca en el Río Usk. Sin embargo, el jazz le seguía a Gales, lo que motivó una serie de celebradas actuaciones en el área y en Gales del Sur.
En 1984 un grupo de entusiastas del jazz concibieron el Festival de Jazz Brecon, con gran apoyo por parte de la población local. George Melly fue el primer músico en ser contratado para el festival de inauguración, apoyándolo hasta el momento de su muerte. Fue uno de los factores que motivaron el éxito del festival, y fue su presidente en 1991.
Además de ser Presidente de la Sociedad de Arte Contemporáneo de Gales, George Melly fue coleccionista de arte contemporáneo. Su pasión por el surrealismo continuó a lo largo de toda su vida, escribiendo y dando conferencias sobre el tema.
Su pasión por la pesca con mosca le llevó a vender varias importantes pinturas (de Magritte y Picasso) para poder adquirir una milla del Río Usk. Además, en 2000 publicó el libro Hooked! Fishing Memories, dedicado a la pesca con mosca.

## Últimos años
Melly estuvo activo tanto en la música como en el periodismo y en las conferencias sobre arte hasta el momento de su fallecimiento, a pesar de sufrir problemas de salud como una demencia vascular, un enfisema y un cáncer de pulmón. En estos años, y gracias a su apoyo al galerista Michael Budd, se pudo llevar a cabo una exposición póstuma del artista abstracto François Lanzi
Además de los problemas de salud derivados de su edad, Melly sufrió una sordera progresiva a causa de la exposición constante a los sistemas de sonido de los escenarios. A pesar de todo ello, Melly se tomaba con humor algunos aspectos de su mala salud.
Su última actuación tuvo lugar el 10 de junio de 2007, en el 100 Club de Londres, en un evento caritativo. Falleció en su casa de Londres a causa del cáncer de pulmón y el enfisema el 5 de julio de 2007. Tenía 80 años de edad. Fue enterrado en el Cementerio Kensal Green de Londres.
Tuvo una hermana actriz, Andrée Melly, con residencia en Ibiza, y casada con el también actor Oscar Quitak.

## Discografía
- Nuts (1972)
- Son of Nuts (1973)
- The World of George Melly (The Fifties) (1973) DECCA SPA 288
- It's George (1974)
- Melly is at it Again (1976)